# Linnea Dale
Linnea Dale (* 22. April 1991 in Tinn) ist eine norwegische Sängerin.

## Leben
Dale wurde in Tinn in der norwegischen Provinz Telemark geboren und besuchte die weiterführende Schule in Skien.
Im Jahr 2007 war sie Kandidatin in der fünften Staffel der norwegische Pop-Idol-Ausgabe (international für: Deutschland sucht den Superstar) und belegte dabei den siebten Platz. Im Halbfinale am 10. Oktober trug sie das selbstgeschriebene Lied What Do I Know About Love und qualifizierte sich damit für das Finale.
2009 arbeitete Dale mit der Popband Donkeyboy aus dem norwegischen Drammen als Gastsängerin für die Songs Ambitions, Sometimes und Awake an dem Band-Debütalbum Caught in a Life zusammen. Ambitions stieg am 6. April 2009 auf Platz sieben der norwegischen Single-Charts ein und erreichte nach 13 Wochen am 29. Juni den ersten Platz. Mit Magnus Sinnes nahm Dale den Song Anything Goes (und Everything’s Alright) auf.
Ihre erste EP, Children of the Sun, wurde am 27. Januar 2012 bei Warner Music veröffentlicht. Ihr erstes Soloalbum, Lemoyne Street, veröffentlichte sie im April 2012 mit Unterstützung durch den Produzenten Øystein Greni und den Gitarristen Nikolai Eilertsen von BigBang.
Dale nahm am Melodi Grand Prix 2014 teil, dem norwegischen Vorentscheid für den Eurovision Song Contest 2014. Sie trat mit ihrem Song High Hopes an und wurde Zweite im Goldfinale.
Auf ihrem Album Good Goodbyes, das am 9. Mai 2014 veröffentlicht wurde, hat Pål Waaktaar-Savoy von a-ha drei Songs mitgeschrieben und produziert.
2019 arbeitete sie als Gastsängerin für den Song Another Year mit der norwegischen Popband Minor Majority an ihrem Album Napkin Poetry zusammen.

## Diskografie
Alben
- 2012: Lemoyne Street
- 2014: Good Goodbyes
- 2018: Wait for the Morning

EP
- 2012: Children of the Sun